# کیزیل‌کایا (گول‌آغاچ)
کیزیل‌کایا (به ترکی استانبولی: Kızılkaya) یک منطقهٔ مسکونی در ترکیه است که در گول‌آغاچ واقع شده‌است.